# Eisenbahnunfall von Melun
Der Eisenbahnunfall von Melun war die Flankenfahrt eines Schnellzuges in einen Postzug am 4. November 1913 im Bahnhof Melun. Mindestens 40 Menschen starben.

## Ausgangslage
Die Magistrale der PLM von Marseille nach Paris ließ hier eine Höchstgeschwindigkeit bis zu 120 km/h zu. Aus Richtung Paris gesehen, zweigte im Bereich des Bahnhofs Melun eine Strecke von der Magistrale ab. Diese Abzweigung war für aus Richtung Marseille anfahrende Züge durch drei aufeinander folgende Signale gesichert, die 1150, 970 und 150 Meter vor dem Abzweig standen. Den Abzweig befuhr der von Paris kommende Postzug. In der Gegenrichtung war der Schnellzug unterwegs, der 30 Minuten vor Plan fuhr.

## Unfallhergang
Der Lokomotivführer des Schnellzuges missachtete die ersten beiden der drei „Halt“ zeigenden, die Abzweigung deckenden Signale. Das letzte Signal war viel zu nah an der Abzweigung, als dass der Zug vor deren Befahrung noch hätte anhalten können. Als der Schnellzug die Abzweigung erreichte, befuhr sie gerade der Postzug. Der Schnellzug durchschnitt den Postzug. Neun der Wagen des Postzuges und drei des Schnellzuges wurden zertrümmert. Die Kollision zerstörte auch eine Reihe von Gasbehältern der Beleuchtung des Zuges. Das Gas explodierte und entzündete die Trümmer.

## Folgen
40 Menschen starben noch an der Unfallstelle – darunter 21 Bedienstete der Post. Darüber hinaus wurden 50 Menschen verletzt, während das Personal auf der Lokomotive des Schnellzuges unverletzt blieb.
Die Unfalluntersuchung ergab, dass die signaltechnische Sicherung der Abzweigstelle für die hier gefahrenen Geschwindigkeiten unzureichend war. Darüber hinaus wurde die Forderung erhoben, die Beleuchtung von Personenwagen auf elektrisches Licht umzustellen.